# Ophidion muraenolepis
Ophidion muraenolepis — вид риб родини Ошибневих (Ophidiidae). Поширений у Тихому океані від Тайваня і Арафурського моря до Гавай. Морська субтропічна демерсальна риба, що сягає 15,5 см довжиною.